# 상명하복
상명하복은 윗사람이 명령하고 아랫사람이 복종하는 체계이다.